# 路标 (赛义德·库特布)
《路标》是埃及伊斯兰主义作家赛义德·库特布于1964年出版的书籍，他在该书中制定计划，呼吁严格按照《古兰经》重新创造穆斯林世界，摆脱库特布所说的“蒙昧时代”。《路标》一书被称为“上个世纪下半叶最有影响力的阿拉伯语著作之一”，是库特布最知名也是最有影响力的著作，被称为是“库特布主义”意识形态的宣言。有评论者称赞《路标》是一部由英雄和烈士创作的有开拓性和启发性的作品，也有评论者指责这本书是无理要求、自怜、妄想和催生伊斯兰恐怖主义仇恨的典型。